# Antoine Gentili
Pour les articles homonymes, voir Antonio Gentile.
Antoine Gentili, né en 1743, ou 1751,, à Saint-Florent,, ou Ajaccio, et mort en 1798 à Saint-Florent ou en mer,, est un général de division français, premier gouverneur de Corfou et des départements français de Grèce.

## Biographie

### Jeunesse et exil
Il naît à Saint-Florent le 7 novembre 1743 dans une famille descendant selon la tradition des seigneurs de Nonza.
Il combat au cours de la Guerre de Corse contre les Génois, guerre dans laquelle son père trouve la mort, puis s'attache au service de Pascal Paoli. Il prend ensuite part aux campagnes de 1768 et 1769, qui assurent la conquête de l'île aux Français. Il participe aux batailles de Borgo (octobre 1768) et Ponte-Novo (avril 1769), puis après la défaite il accompagne Paoli dans son exil de vingt ans en Italie puis en Angleterre.

### Révolution française et Corse
En 1789, les exilés paolistes se rallient à la cause de la Révolution française, et font leur retour en Corse en 1790 (voir décret de réunion de la Corse à la France).
En septembre 1790, à Orezza, il assiste à la Première Assemblée Provinciale Électorale qui se tient dans le couvent de Saint-François. Il y est désigné comme député extraordinaire avec Carlo Andrea Pozzo di Borgo auprès de l’Assemblée nationale constituante afin de lui apporter le procès-verbal de l’Assemblée. En octobre, il est élu au Directoire du département de la Corse. Le 6 novembre, il est reçu à Paris à la tribune de l'Assemblée nationale avec Pozzo di Borgo, et ils y lisent une lettre de Pascal Paoli,.
En 1792, il est chargé d'organiser la garde nationale du Nebbio.
Vers 1793, ses rapports se tendent avec Paoli, qui tourne le dos à la Révolution française et se rapproche des Anglais,. Gentili rejoint alors définitivement les rangs des armées républicaines. Le 16 avril 1793, il est nommé chef du 16e bataillon de chasseurs, puis général de brigade le 7 novembre de la même année, juste avant la bataille de Farinole au cours de laquelle il est blessé.
En février 1794, lors du siège de Saint-Florent, il commande la tour de La Mortella qui est prise par les Anglais. En avril, les troupes du royaume anglo-corse encerclent Bastia. Le 19 avril, les troupes françaises commandées par Jean-Pierre Lacombe-Saint-Michel rembarquent pour aller chercher des secours. Gentili est nommé à l’occasion général de division à titre provisoire, et reste seul avec le maire Jean-Baptiste Galeazzini pour défendre la ville, bombardée depuis dix jours. En mai, il refuse de parlementer avec l’amiral anglais Samuel Hood. La famine, la maladie et les pertes humaines (203 tués et 540 blessés) ont raison de la résistance bastiaise, et il préside alors un conseil de civils et de militaires, qui décide d’entamer les négociations avec les Anglo-Corses en vue d’une capitulation, signée le 24 mai.
Il est employé à la division de droite de l'armée d'Italie du 18 août au 5 décembre 1794 : il commande à Nice le 29 août, à Albenga le 30 et à Orméa en septembre. Désigné pour l'armée du Rhin le 6 avril 1795, il refuse de s'y rendre et pour ce motif n'est pas compris dans l'organisation des états-majors du 13 juin 1795. Il est chargé de dissiper les rassemblements des Barbets le 5 juillet 1795, et confirmé général de division par le Directoire exécutif le 1er novembre 1795. Il commande les îles d'Hyères et le fort de Brégançon le 5 novembre, et est employé en cette qualité à l'armée d'Italie le 10 avril 1796.
En juillet 1796, il reçoit, à Livourne, du général en chef Bonaparte le commandement d'une armée d'expédition pour la Corse. À ce signal les Corses se soulèvent, battent les garnisons anglaises et capturent le vice-roi Gilbert Elliot. Il débarque en Corse le 19 octobre, s'empare de Bastia, puis d'Ajaccio le 22 octobre, trouvant ces villes abandonnées par les Anglais,. Après cette conquête rapide, le général Gentili rejoint l'armée d'Italie en avril 1797.

### Premier gouverneur français de Corfou
En mai 1797, il est mis à la tête d'une nouvelle division dite du Levant, destinée à prendre possession des îles Ioniennes, qui appartenaient à la république de Venise. La division s'embarque sur une flotte équipée à Venise et commandée par le capitaine Bourdé,. Le convoi arrivé à Corfou, le 28 juin, occupe immédiatement cette ville, dont le général Gentili est nommé gouverneur, ainsi que des îles qui en dépendent, qui formeront les nouveaux départements français de Grèce. Mais, peu de mois après, le mauvais état de sa santé l'oblige de solliciter sa démission, et de se retirer dans ses foyers, sur le chemin desquels il meurt le 27 mars 1798.

## Lettres
- La Corse après l'occupation anglaise. Correspondance du lieutenant-général Gentili, commandant en chef de l'expédition des troupes de la République en Corse en 1796, commençant au 13 fructidor an IV et finissant au 28 ventôse an V (30 août 1796 au 18 mars 1797), présentation par A. Ambrosi-R., dans Bulletin de la Société des sciences historiques et naturelles de la Corse, juillet 1923, p. 1-248 (lire en ligne)

## Sources
- André Berthelot, Hartwig et Derenbourg, La Grande Encyclopédie : inventaire raisonné des sciences, des lettres et des arts, t. 18, Paris, H. Lamirault, 1885-1902 (lire en ligne), « Gentili (Antoine) »
- Jean Baptiste Pierre Jullien de Courcelles, Dictionnaire historique et biographique des généraux français : depuis le onzième siècle jusqu'en 1820, vol. 9 : Supplément, Paris, Arthus-Bertrand, 1823 (lire en ligne), « Gentile (Antoine) », p. 508
- Charles Théodore Beauvais de Préau et Antoine-Alexandre Barbier, Biographie universelle classique : ou Dictionnaire historique portatif, vol. 1 : A-G, Paris, Charles Gosselin, 1829 (lire en ligne), « Gentili », p. 1126
- Louis-Maïeul Chaudon, Antoine-François Delandine et Barthélemy Mercier de Saint-Léger, Dictionnaire universel, historique, critique et bibliographique, vol. 7, Paris, Mame, 1810, 9e éd. (lire en ligne), « Gentily », p. 374
- Emmanuel de Las Cases (dir.), Le Mémorial de Sainte-Hélène, vol. 1, Flammarion, 1951, 1833 p. (présentation en ligne), p. 883

« Antoine Gentilli (1743-1798), s'est principalement battu dans son île natale, sous Paoli d'abord, puis contre les Anglais qui l'avaient fait capituler à Bastia en 1794 mais à qui il la reprit en octobre 1796. »
- Ours-Jean Caporossi, « Chronique de la Corse - Répertoire des personnages » et Ours-Jean Caporossi, « Chronique de la Corse - Le XVIIIe siècle » (consulté le 6 juin 2012)
- Jean-Noël Poiron, « Les généraux corses de la Révolution et du Premier Empire », novembre 2009 (consulté le 10 février 2011)
- Tradition. Hors série Les généraux de Napoléon, Tome 1 - Alain Pigeard. Coll de J.-N. Poiron
- Georges Six, Dictionnaire biographique des généraux & amiraux français de la Révolution et de l'Empire (1792-1814, Paris, G. Saffroy, 2003 (réimpr. 1971, 1989) (1re éd. 1934), 614-588 p., 2 vol  : T. 1: A-J. -- T. 2: K-Z. (ISBN 978-2-901-54106-6)
- Dictionnaire Encyclopédique D’Histoire. Larousse-Bordas. Coll de J.-N. Poiron